# La Ferrière-de-Flée
Pour les articles homonymes, voir La Ferrière.
La Ferrière-de-Flée est une ancienne commune française rurale située dans le département de Maine-et-Loire en région Pays de la Loire.
Elle est depuis le 15 décembre 2016 intégrée à la nouvelle commune de Segré-en-Anjou Bleu.

## Géographie

### Localisation
Commune angevine du Segréen, La Ferrière-de-Flée se situe au sud-est de L'Hôtellerie-de-Flée (3,5 km), sur les routes D 923, Segré (5,2 km), et D 180, Aviré (4,8 km) — L'Hôtellerie de Flée, en limite du département de la Mayenne,.
Les plus proches agglomérations sont Angers, à 36,3 km, et Laval, à 38,0 km de la commune.

### Topographie
Son territoire se trouve sur l'unité paysagère du Plateau du Segréen et à proximité du parc naturel régional Loire-Anjou-Touraine.
L'altitude de la commune varie de 48 à 90 mètres.

### Risques naturels
La commune est classée en zone de sismicité 2. La Ferrière-de-Flée a subi des inondations et coulées de boue en décembre 1982, avril 1983 et fin décembre 1999. Elle a également subi des mouvements de terrain fin décembre 1999.[réf. nécessaire]

## Toponymie
Toponymie : Le nom de la commune viendrait du latin Ferrum (fer) et du suffixe Aria (ancienne forge ou gisement de fer). On exploitait le minerai de fer au Moyen Age sur cette commune. Flée est le nom de la forêt dont le bois était utilisé pour alimenter la forge.[réf. nécessaire]
Gentilé : Ses habitants sont appelés les  Ferfléennes et les Ferfléens.

## Politique et administration

### Administration municipale

#### Administration actuelle
Depuis le 15 décembre 2016 La Ferrière-de-Flée constitue une commune déléguée au sein de la commune nouvelle de Segré-en-Anjou Bleu et dispose d'un maire délégué.
| Période                                  | Période  | Identité          | Étiquette | Qualité |
| ---------------------------------------- | -------- | ----------------- | --------- | ------- |
| décembre 2016                            | en cours | Olivier Chauveau, |           |         |
| Les données manquantes sont à compléter. |          |                   |           |         |

#### Administration ancienne
| Période                                  | Période       | Identité         | Étiquette | Qualité |
| ---------------------------------------- | ------------- | ---------------- | --------- | ------- |
| mars 2001                                | mars 2008     | Jean Menant      |           |         |
| mars 2008                                | décembre 2016 | Olivier Chauveau |           |         |
| Les données manquantes sont à compléter. |               |                  |           |         |

### Ancienne situation administrative
La commune était membre de la communauté de communes du Canton de Segré, elle-même membre du syndicat mixte Pays de l'Anjou bleu, Pays segréen, jusqu'à son intégration dans Segré-en-Anjou Bleu.

## Population et société

### Évolution démographique
L'évolution du nombre d'habitants est connue à travers les recensements de la population effectués dans la commune depuis 1793. À partir du 1er janvier 2009, les populations légales des communes sont publiées annuellement dans le cadre d'un recensement qui repose désormais sur une collecte d'information annuelle, concernant successivement tous les territoires communaux au cours d'une période de cinq ans. 
Pour les communes de moins de 10 000 habitants, une enquête de recensement portant sur toute la population est réalisée tous les cinq ans, les populations légales des années intermédiaires étant quant à elles estimées par interpolation ou extrapolation. Pour la commune, le premier recensement exhaustif entrant dans le cadre du nouveau dispositif a été réalisé en 2007,.
En 2014, la commune comptait 361 habitants, en évolution de +1,69 % par rapport à 2009 (Maine-et-Loire : +3,3 %, France hors Mayotte : +2,49 %).
| 1793 | 1800 | 1806 | 1821 | 1831 | 1836 | 1841 | 1846 | 1851 |
| ---- | ---- | ---- | ---- | ---- | ---- | ---- | ---- | ---- |
| 448  | 486  | 529  | 497  | 494  | 468  | 515  | 526  | 510  |

| 1856 | 1861 | 1866 | 1872 | 1876 | 1881 | 1886 | 1891 | 1896 |
| ---- | ---- | ---- | ---- | ---- | ---- | ---- | ---- | ---- |
| 513  | 540  | 512  | 501  | 510  | 515  | 532  | 504  | 509  |

| 1901 | 1906 | 1911 | 1921 | 1926 | 1931 | 1936 | 1946 | 1954 |
| ---- | ---- | ---- | ---- | ---- | ---- | ---- | ---- | ---- |
| 504  | 464  | 457  | 432  | 433  | 410  | 371  | 377  | 392  |

| 1962 | 1968 | 1975 | 1982 | 1990 | 1999 | 2007 | 2012 | 2014 |
| ---- | ---- | ---- | ---- | ---- | ---- | ---- | ---- | ---- |
| 399  | 362  | 332  | 272  | 265  | 262  | 316  | 364  | 361  |

### Pyramide des âges
La population de la commune est relativement jeune. Le taux de personnes d'un âge supérieur à 60 ans (19,9 %) est en effet inférieur au taux national (21,8 %) et au taux départemental (21,4 %).
Contrairement aux répartitions nationale et départementale, la population masculine de la commune est supérieure à la population féminine (50,9 % contre 48,7 % au niveau national et 48,9 % au niveau départemental).
La répartition de la population de la commune par tranches d'âge est, en 2008, la suivante :
- 50,9 % d’hommes (0 à 14 ans = 27,3 %, 15 à 29 ans = 16,1 %, 30 à 44 ans = 21,7 %, 45 à 59 ans = 18 %, plus de 60 ans = 16,7 %) ;
- 49,1 % de femmes (0 à 14 ans = 24,5 %, 15 à 29 ans = 18,1 %, 30 à 44 ans = 18,7 %, 45 à 59 ans = 15,5 %, plus de 60 ans = 23,2 %).

| Hommes | Classe d’âge | Femmes |
| ------ | ------------ | ------ |
| 0,0    | 90 ans ou +  | 0,6    |
| 4,3    | 75 à 89 ans  | 9,7    |
| 12,4   | 60 à 74 ans  | 12,9   |
| 18,0   | 45 à 59 ans  | 15,5   |
| 21,7   | 30 à 44 ans  | 18,7   |
| 16,1   | 15 à 29 ans  | 18,1   |
| 27,3   | 0 à 14 ans   | 24,5   |

| Hommes | Classe d’âge | Femmes |
| ------ | ------------ | ------ |
| 0,4    | 90 ans ou +  | 1,1    |
| 6,3    | 75 à 89 ans  | 9,5    |
| 12,1   | 60 à 74 ans  | 13,1   |
| 20,0   | 45 à 59 ans  | 19,4   |
| 20,3   | 30 à 44 ans  | 19,3   |
| 20,2   | 15 à 29 ans  | 18,9   |
| 20,7   | 0 à 14 ans   | 18,7   |

## Économie

### Tissu économique
Sur 36 établissements présents sur la commune à fin 2010, 50 % relevaient du secteur de l'agriculture (pour une moyenne de 17 % sur le département), 14 % du secteur de l'industrie, 6 % du secteur de la construction, 25 % de celui du commerce et des services et 14 % du secteur de l'administration et de la santé.

### Agriculture
Liste des appellations présentes sur le territoire :
- AOC - AOP Maine-Anjou, IGP Bœuf du Maine,
- IGP Oie d'Anjou, IGP Volailles de Loué, IGP Volailles du Maine, IGP Volailles d’Ancenis,
- IGP Œufs de Loué,
- AOC Pommeau du Maine, IGP Cidre de Bretagne ou Cidre breton.

## Culture locale et patrimoine

### Lieux et monuments
Vestiges préhistoriques et antiques :
- Tombe mégalithique (MH depuis le 19 juillet 1989) du château de La Ferrière. Ce vestige appartient à l’État[18].
- Dolmen de Putifay (IMH le 30 mai 1990) ou dolmen de la Petifaie (ou du puits des Fées). Il s'agit d'une propriété privée[19].

Architecture civile : 
- Château, des XIVe/XVIe siècles, remanié au XIXe. Il a été partiellement inscrit au registre des Monuments Historiques en juillet 1989. Il est fait en moellon et en schiste et recouvert principalement en ardoise. La porte d'entrée du pavillon nord comprend un tympan ajouré de fleurs de lys. Il s'agit d'une propriété privée.
- Château de La Retiverie.
- Exploitation du minerai de fer au Moyen Âge.

Architecture sacrée : 
- Chapelle du XIIe siècle, paroisse au XVIIIe.
- Chapelle Notre-Dame-du-Chêne, ou chapelle Pomme-Poire.
- Église Sainte-Madeleine, du XIXe siècle. L'accès à l'église a été fermé en août 2013 par une décision du maire « pour des raisons de sécurité. » En effet, des morceaux sont tombés de la voûte à l’intérieur de l'église[20]. Elle contient un maître-autel par Perrault offert en 1870. Les cloches datent de 1874. La nef est enrichie de vitraux de Jean Clamens.

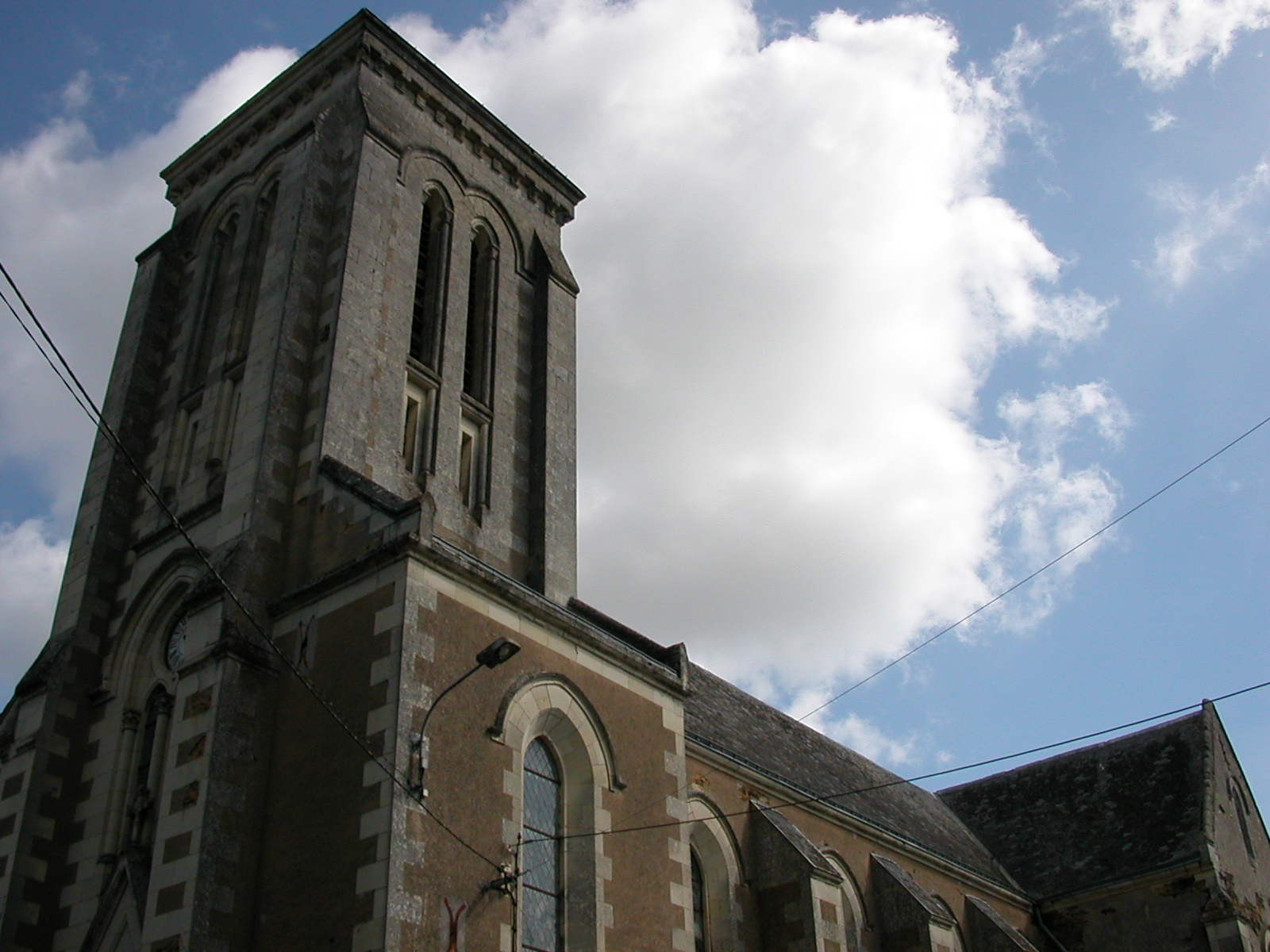
Église Sainte-Madeleine.
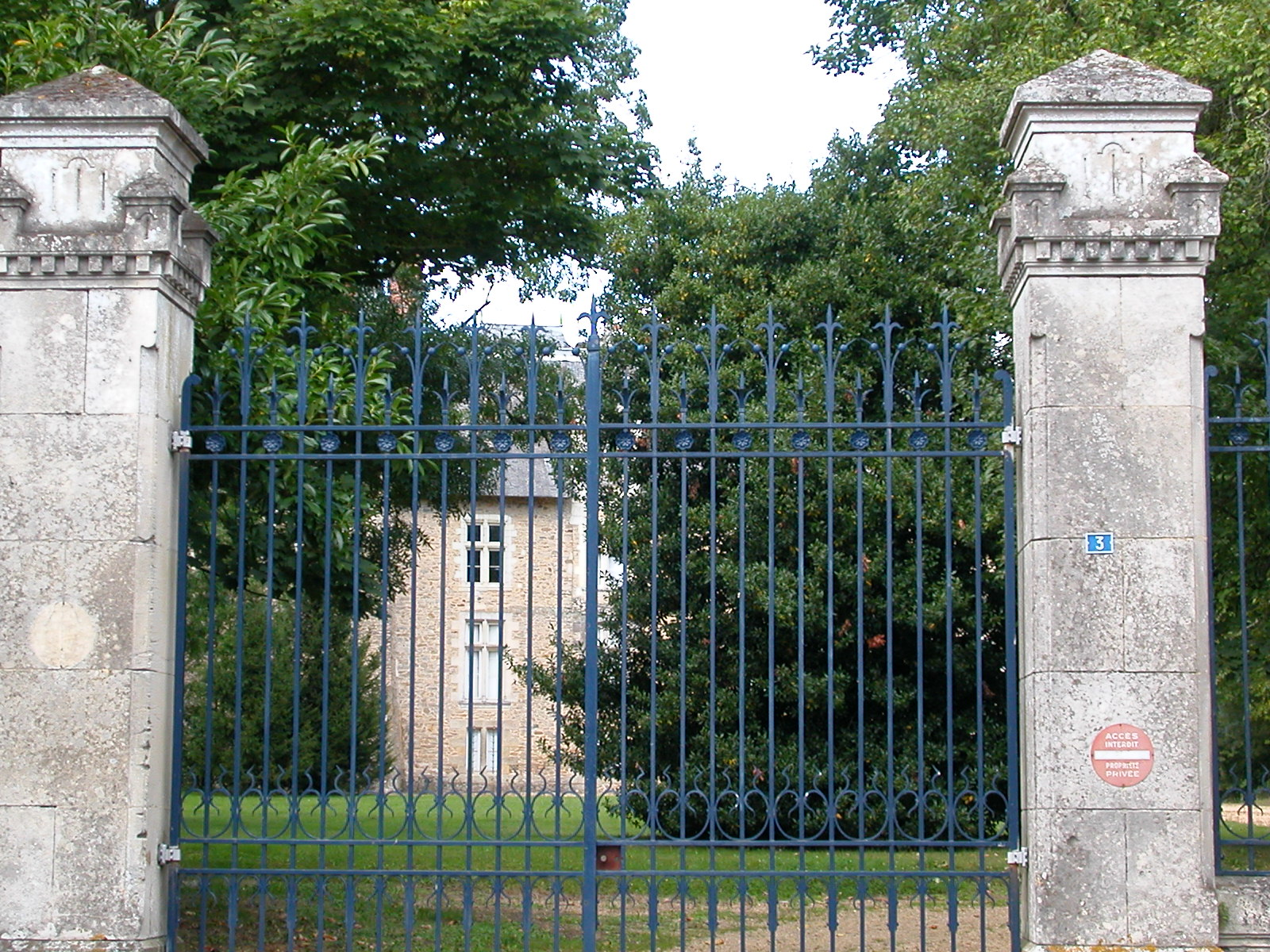
Entrée du château (XIVe-XIXe siècles).
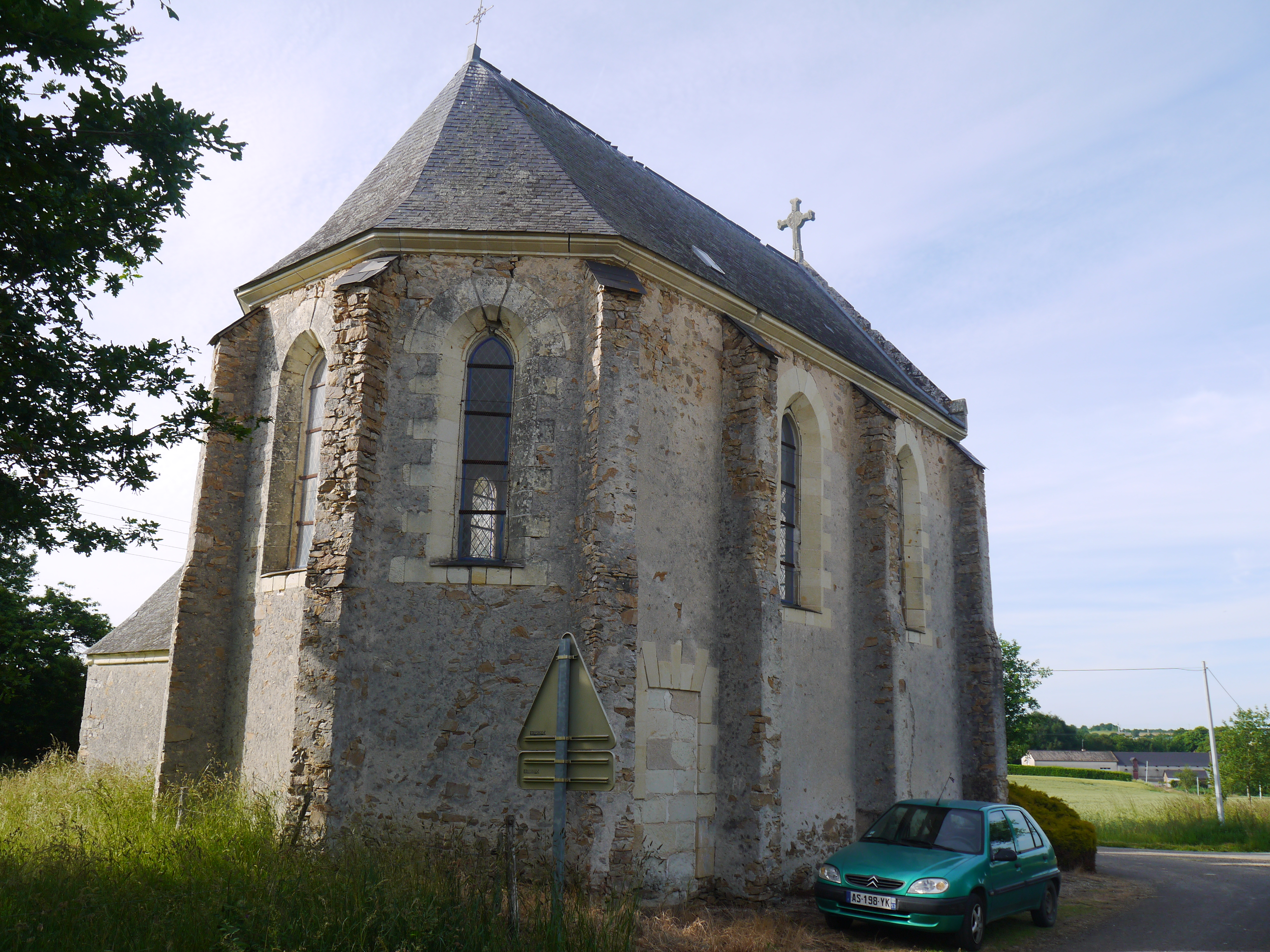
La Chapelle Pomme-Poire.